# رشاش إم 2 براوننج
رشاش إم 2 براوننج أو مدفع رشاش براوننج عيار 0.50، هو مدفع رشاش ثقيل صممه جون براوننج في نهاية الحرب العالمية الأولى. يشبه هذا المدفع في تصميمه المدفع الرشاش براوننغ إم1919 السابق الذي يستخدم طلقات خرطوشة من عيار 30-06 ، في حين يستخدم رشاش إم 2 براوننج طلقات خرطوشة أكبر وأقوى من عيار .50 BMG (12.7 ملم)، وهو فعال ضد المركبات والقوارب المشاة غير المدرعة أو الخفيفة، والتحصينات الخفيفة، والطائرات التي تحلق على ارتفاع منخفض، ويرمي 500 طلقة في الدقيقة.استخدم رشاش إم 2 براوننج على نطاق واسع من قبل الولايات المتحدة منذ الثلاثينيات كسلاح للمركبات ولتسلح الطائرات. استخدم بكثافة خلال الحرب العالمية الثانية، والحرب الكورية، وحرب فيتنام، وحرب فوكلاند، والحرب السوفيتية الأفغانية، وحرب الخليج، وحرب العراق، والحرب في أفغانستان. وهو المدفع الرشاش الثقيل الأساسي لدول حلف الناتو واستخدمته العديد من الدول الأخرى أيضًا. استخدمت القوات الأمريكية رشاش إم 2 براوننج لفترة أطول من أي سلاح ناري آخر باستثناء مسدس كولت إم1911، الذي صممه أيضًا جون براوننج.
يصنع رشاش إم 2 براوننج من طراز HB في الولايات المتحدة بواسطة شركات جنرال ديناميكس، أوهايو أوردنانس وورك، و يو إس أوردنانس لاستخدامه من قِبل الحكومة الأمريكية، أما بالنسبة للحلفاء فيكون عبر المبيعات العسكرية الخارجية، وكذلك الشركات المصنعة الأجنبية مثل إف إن هيرستال.